# BeIN Sports
BeIN Sports er et globalt tv-netværk af sportskanaler. Det er ejet af beIN Media Group, som er et spinoff af Al Jazeera Media Network fra Qatar.